# Pedro Pires
Pedro Verona Rodrigues Pires, född 29 april 1934 på Fogo är en kapverdiansk politiker. Han var Kap Verdes president mellan den 22 mars 2001, då han vann över António Mascarenhas Monteiro, och den 9 september 2011.
Innan Pires var president så var han landets premiärminister 1975-1991, den förste premiärministern efter Kap Verdes självständighet från Portugal. Pires kandiderade för presidentposten i februari 2001 då han besegrade den tidigare premiärministern Carlos Veiga och tillträde den 22 mars. Han återvaldes vid presidentvalet den 12 februari 2006 och vann då igen över Veiga. Han avgick den 9 september 2011 efter tio års tid.